# دايسوكي توميتا
دايسوكي توميتا (باليابانية: 冨田 大介) (مواليد 24 أبريل 1977)، هو لاعب كرة قدم ياباني سابق كان يلعب كمدافع.

## وصلات خارجية
- دايسوكي توميتا على موقع رابطة كرة القدم اليابانية للمحترفين (اليابانية)
- دايسوكي توميتا على موقع قاعدة بيانات كرة القدم.إي يو (الإنجليزية)
- دايسوكي توميتا على موقع Soccerway.com (الإنجليزية)
- دايسوكي توميتا على موقع عالم كرة القدم.نت (الإنجليزية)
- دايسوكي توميتا على موقع كووورة